# Bart Dockx
Bart Dockx (Turnhout, 2 september 1981) is een Belgisch voormalig wielrenner.
Hij debuteerde in 2004 bij de profs bij Relax-Bodysol nadat hij zijn studies Logistiek Management aan de hogeschool had afgerond. Voordien stond hij in de jeugdreeksen bekend als een echte hardrijder. Zijn agressieve rijstijl leverde hem in 2005 een contract op bij Davitamon-Lotto. Regelmatig liet hij zich opmerken in een lange monsterontsnapping, maar hij beëindigde in 2011 zijn carrière zonder professionele overwinning.

## Belangrijkste resultaten
2001
- 8e - GP Jef Scherens

2002
- 1e - Vlaamse Pijl (beloften)

2004
- 1e - Oostrozebeke

2005
- 4e - Veenendaal-Veenendaal

2006
- 3e - GP Pino Cerami
- 2e - etappe 12 Vuelta met aankomst in Guadalajara

## Resultaten in voornaamste wedstrijden
| Jaar | Ronde van Italië | Ronde van Frankrijk | Ronde van Spanje |
| ---- | ---------------- | ------------------- | ---------------- |
| 2004 |                  |                     |                  |
| 2005 |                  |                     | 95e              |
| 2006 |                  |                     | opgave           |
| 2007 |                  |                     | 111e             |
| 2008 |                  |                     | 111e             |
| 2010 |                  |                     |                  |

| Jaar | Gent-Wevelgem | Amstel Gold Race | Luik-Bast.‑Luik |
| ---- | ------------- | ---------------- | --------------- |
| 2004 | 56e           |                  |                 |
| 2005 |               |                  |                 |
| 2006 |               |                  |                 |
| 2007 | 121e          |                  |                 |
| 2008 |               |                  |                 |
| 2010 |               | 78e              | 91e             |

## Trivia
Tijdens de ENECO Tour van 2005 ging hij in de vierde rit met aankomst in Verviers uit protest op de grond zitten. Dockx was mee in een ontsnapping van vier renners, maar de leiders moesten wachten omdat het peloton zich van weg vergist had. Dit zinde Dockx niet en hij ging uit protest midden op de weg zitten.